# مركز موارد ميرا للنساء اللاجئات والمهاجرات وذوات البشرة السوداء
مركز ميرا هو منظمة نرويجية غير حكومية، تأسست عام 1989م، والتي تعمل على تحسين الظروف المعيشية للنساء اللاجئات والمهاجرات في النرويج. فخرة سليمي هي المؤسس والمدير التنفيذي للمركز. أُسّس مركز ميرا بشكل ٍ مباشر من خلال ميزانية دولة النرويج. وهو واحد من خمسة عشر منظمة تعمل تحت الرعاية الملكية لملكة النرويج سونجا، وقد مُنِح حالة استشارية خاصة مع المجلس الاقتصادي والاجتماعي التابع للأمم المتحدة عام 2001م.
يقدم المركز المشورة، التوجيه والدورات التدريبية، كما ينظم الندوات ويشارك في المناظرات العامة. يعد الاهتمام بالزواج القسري والقضايا المتعلقة بالأمور الجنسية من بين المواضيع الأساسية التي يركز عليها مركز ميرا وهو عضو في لوبي النساء النرويجيات ومنتدى النساء والتنمية.